# المؤتمر العادي السادس والثلاثون لحزب الشعب الجمهوري
كان من المقرر عقد المؤتمر العادي السادس والثلاثين لحزب الشعب الجمهوري يومي 3 و4 فبراير 2018. خلال المؤتمر، سيتم طرح عدة مناصب رفيعة المستوى في حزب الشعب الجمهوري، حزب المعارضة الرئيسي من يسار الوسط في تركيا، للانتخابات. من المقرر أن يتعرض قيادة حزب كمال قلجدار أوغلي، الذي فاز بالمنصب لأول مرة في عام 2010، للطعن من قبل العديد من أعضاء الحزب الآخرين، ولا سيما زعيم المجموعة البرلمانية السابق لحزب الشعب الجمهوري، محرم اينجه، والرئيس السابق لنقابة المحامين في إسطنبول، أوميت كوجازاكال.
من بين المتنافسين الخمسة الذين أعلنوا ترشحهم للقيادة، يبدو أن اثنين فقط، وهما كمال قلجدار أوغلي ومحرم اينجه، قد حصلا على 127 توقيعًا مطلوبًا من المندوبين لترشيح أنفسهم رسميًا. شهدت الفترة التي سبقت المؤتمر اقتتالًا شرسًا بين الفصائل القومية واليسارية في الحزب، مع توجيه انتقادات خاصة إلى كيليجدار أوغلي لسعيه لولاية أخرى كزعيم رغم خسارته جميع الانتخابات والاستفتاءات الوطنية منذ عام 2010.
تم استبعاد المؤتمر من قبل مؤتمرات الحزب على مستوى المقاطعات التي انتخبت رؤساء ومندوبين أحزاب محلية للمؤتمر الوطني. تم توجيه انتقادات خاصة إلى قيادة الحزب بزعم انحراف العمليات الانتخابية لصالحهم. أعلن 77 من زعماء المقاطعات في وقت لاحق دعمهم لكمال قلجدار أوغلي، حيث زعم المنافس محرم اينجه أن المندوبين إما أجبروا أو «اشتروا» لدعم شاغل الوظيفة.

## انتخاب القيادة

### المرشحون

#### المرشح
| المرشح                  | المرشح                  | المرشح                  | المنصب                                                      | التوقيعات     | النسبة المئوية |
| ----------------------- | ----------------------- | ----------------------- | ----------------------------------------------------------- | ------------- | -------------- |
|                         |                         | كمال قلجدار أوغلي       | زعيم الحزب الحالي، انتخب لأول مرة في عام 2010               | 1٬085 / 1٬266 | 86.7           |
|                         |                         | محرم اينجه              | نائب رئيس المجموعة البرلمانية لحزب الشعب الجمهوري 2010-2014 | 166 / 1٬266   | 13.3           |
| االمجموع                | االمجموع                | االمجموع                | االمجموع                                                    | 1،246         | 100.0          |
| عدد المندوبين / الاقبال | عدد المندوبين / الاقبال | عدد المندوبين / الاقبال | عدد المندوبين / الاقبال                                     | 1،266         | 97.7           |

#### الإعلان

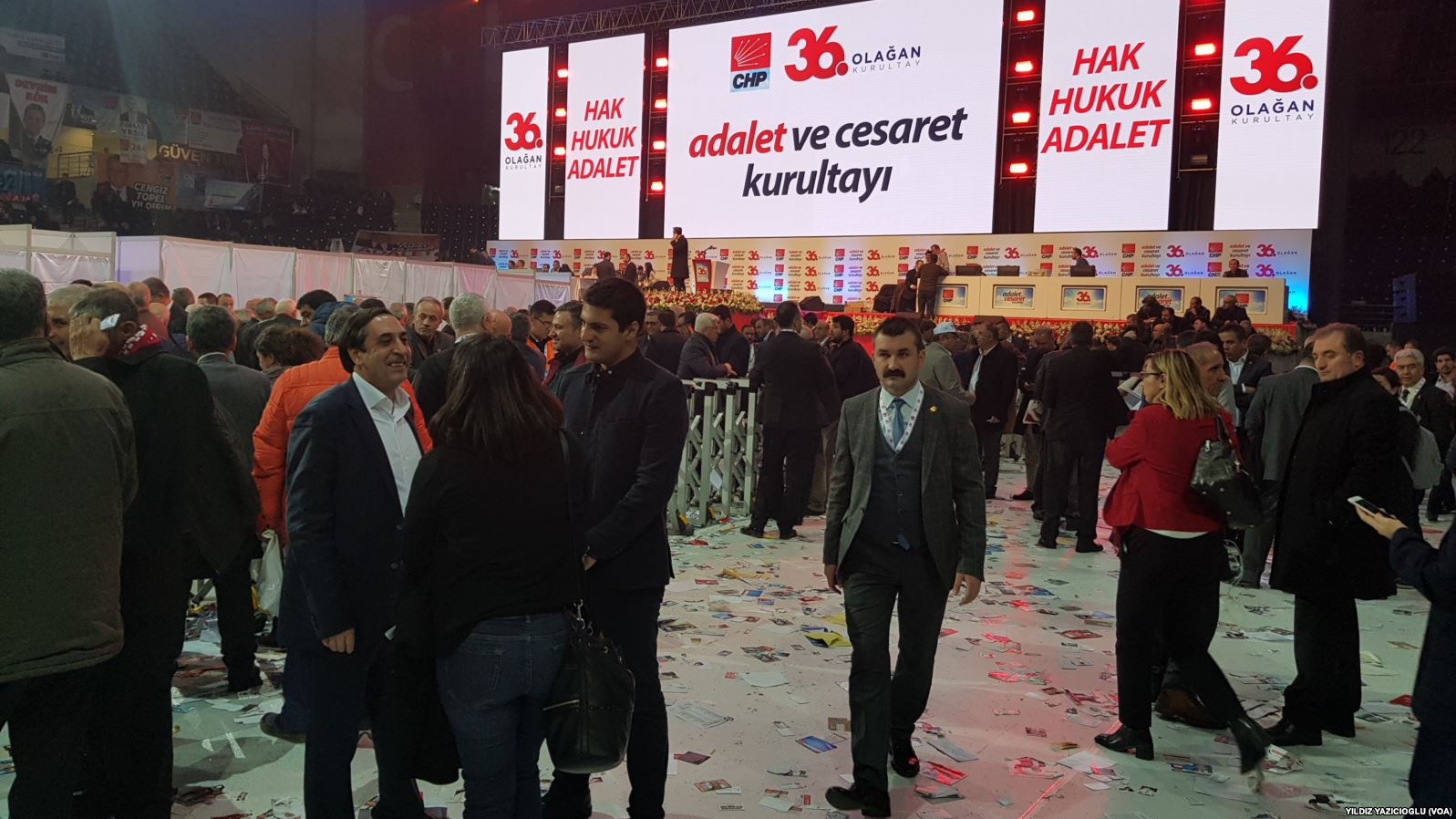
انعقاد المؤتمر العادي السادس والثلاثين لحزب الشعب الجمهوري في أنقرة

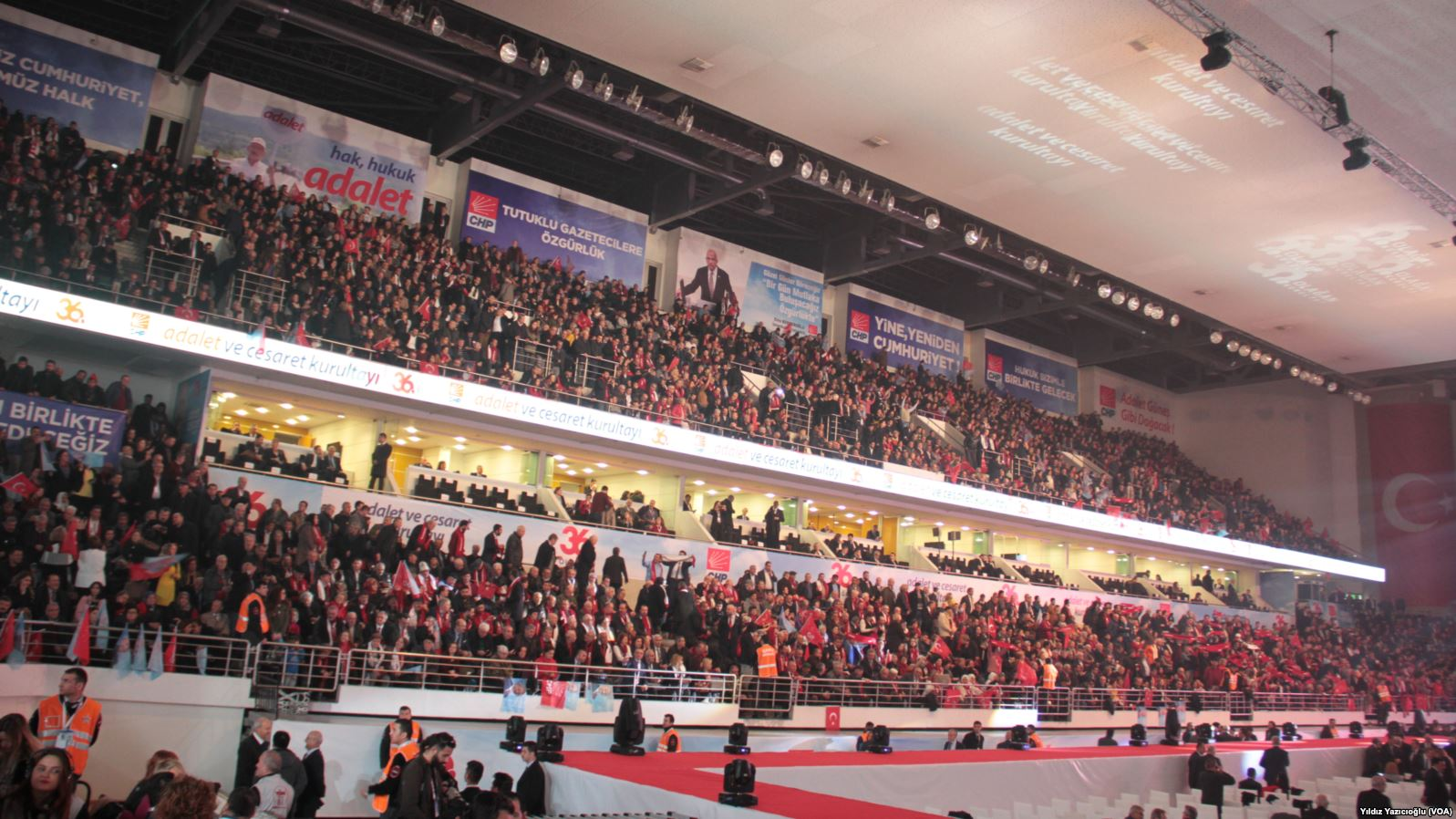
أعضاء الحزب في المؤتمر

أعلن الأشخاص التالية أسماؤهم عن مرشحهم للقيادة ولكنهم فشلوا في جمع ما يكفي من التوقيعات لترشيح أنفسهم رسميًا:
- ألب أرسلان جابوك - الزعيم السابق للفرع المحلي لحزب الشعب الجمهوري في عمرانية
- عمر فاروق امين اوغلو - رئيس اتحاد القضاة والمدعين 2006-2009.
- أوميت كوجازاكال - رئيس نقابة المحامين في إسطنبول 2010 - 2016.

### النتائج
| المرشح                  | المرشح                  | الأصوات | النسبة المئوية |
| ----------------------- | ----------------------- | ------- | -------------- |
|                         | كمال قلجدار أوغلي       | 790     | 63.9           |
|                         | محرم اينجه              | 447     | 36.1           |
| أصوات صالحة             | أصوات صالحة             | 1،237   | 98.8           |
| أصوات غير صالحة / فارغة | أصوات غير صالحة / فارغة | 16      | 1.2            |
| المجموع                 | المجموع                 | 1،253   | 100.0          |